# Гліцин
Гліци́н (аміноетанова кислота) — одна із двадцяти амінокислот, які входять до складу білків. Хімічна формула: NH2-CH2-COOH. У мРНК кодується триплетами нуклеотидів: GGU, GGC, GGA, GGG. Оскільки, на відміну від інших протеїногенних амінокислот, бічної групи в гліцину немає він не проявляє оптичної активності. Назва гліцин походить від грец. glycos — солодкий.
Входить до складу багатьох, особливо фібрилярних білків; бере участь у біосинтезі глутатіону, серину, холіну, пуринових основ, креатину.
Унаслідок місії НАСА Стардаст, гліцин було виявлено на кометі 81P/Wild. За допомогою місії Розетта гліцин виявлено також в атмосфері комети Чурюмова-Герасименко.

## Фізичні властивості
Гліцин — білий кристалічний порошок, легкорозчинний у воді, малорозчинний у 96 % спирті, практично нерозчинний в ефірі. Тпл — 232—236 °С, із розкладанням. Зберігають у щільно закупореному контейнері.

## Перетворення в організмі
У ссавців (у тому числі в людини) синтезується з холіну, а також з інших амінокислот. Тому його відносять до замінних амінокислот. Однак, за іншими даними, кількість гліцину, що виробляється in vivo у свиней, гризунів і людей, недостатня для метаболічної активності. Незначна нестача гліцину не шкідлива для здоров'я, але серйозний дефіцит може призвести до збоїв імунної відповіді, порушення метаболізму поживних речовин і цілої низки небажаних наслідків для здоров'я. Деградація відбувається шляхом окиснення у CO2.

## Фармакокінетика
Раніше було поширене твердження, що гліцин не проникає через гематоенцефалічний бар'єр (ГЕБ). Проте це питання добре дослідили Makoto Bannai, Nobuhiro Kawai та співавт. в рамках великої наукової роботи по вивченню впливу гліцину на сон. На тваринній моделі вони показали, що гліцин після перорального введення добре проникає через гематоенцефалічний бар'єр (рівень у спинно-мозковій рідині був в 6 разів вищий порівняно із контролем, кортикальний рівень — у 2 рази).

## Біологічні функції
Гліцин входить до складу білків рослинного і тваринного походження. Із загального вмісту амінокислот в організмі людини 11,5 % представлено гліцином. Він є однією з протеїногенних амінокислот: необхідний для синтезу глутатіону та колагену, завдяки своїй компактній формі бере участь у формуванні альфа-спіралей у структурі вторинного білка. Близько 33 % маси молекули колагену складає гліцин.
Є дані, що гліцин покращує м'язовий тонус, сприяє відновленню тканин (формування рубців) і сповільнює м'язову дегенерацію.
Гліцин сприяє кон'югації жовчних кислот, таким чином опосередковано відіграючи роль у всмоктуванні та перетравленні жиророзчинних вітамінів і ліпідів; чинить захисну дію на легені, мозок, шлунок і кишечник; бере участь в обмінних процесах; модулює процеси імунної системи, такі як регенерація тканин, зменшення некрозу, захист від сепсису; гліцин розглядається як модулятор генної експресії,.

### Гліцин, як нейромедіатор
Є у мотонейронах в системі зворотнього зв'язку. Тобто коли мотонейрон часто генерує потенціал дії, відбувається його гальмування. Гліцин пов'язаний з контролем рухових функцій завдяки його здатності покращувати рухову недостатність після хірургічного втручання.
Рецептори гліцину іонотропні (швидкі), мають хлоридні канали та мають лише один тип рецепторів. Коли рецептори гліцину активуються, іони хлору потрапляють в нейрони, викликаючи гальмівний постсинаптичний потенціал, що попереджає перезбудження нервової системи.
Гліцин також бере участь у збудливій нейротрансмісії, опосередкованій глутаматними рецепторами N-метил-D-аспартату (NMDA). Повна активація цих рецепторів вимагає зв'язування як глутамату, так і гліцину, а їх основною функцією є підтримка нейропластичності та забезпечення когнітивних функцій.
Антагоністи гліцину: стрихнін. При блокаді рецепторів гліцину виникають сильні судоми(відмінні від епілептичних) пов'язані з конкретним м'язом.

## Фармакологічні ефекти
Фізіологічні функції гліцину лежать в основі його фармакологічних ефектів, а саме:
- нейрорегуляторний
- нейропротективний
- цитопротекторний
- антиоксидантний
- протизапальний
- імуномодуюючий.

Гальмівна нейтротрансмісія реалізує заспокійливий, антистресовий, стресопротективний терапевтичний потенціал гліцину. При цьому послабляються психоемоціональні реакції, їх прояви стають більш адекватними, зокрема зменшується подразнюваність, агресивність, конфліктність,,,.

## Дослідження дії гліцину при деяких захворюваннях
Гліцин давно вивчають як фармакотерапевтичний засіб при багатьох захворювання та патологічних станах.

### Психоемоційні порушення
Як гальмівний нейромедіатор гліцин має седативну, м'яку анксіолітичну і антидепресивну дію. Його широко використовують при різноманітних психоемоційних розладах та стресі,,,.

### Порушення сну
Є клінічні дані про значне покращення суб'єктивної якості сну, а також зменшення денної сонливості і поліпшення денної продуктивності в осіб із схильністю до безсоння при прийомі гліцину перед сном,,,,. Автори цих спостережень висунули гіпотезу, що одним з механізмів такого ефекту гліцину є зниження внутрішньої температури тіла внаслідок збільшенням шкірного кровотоку. Найбільш ймовірно, що периферична вазодилатація опосередкована активацією NMDA, а не гліцинових рецепторів у мозку. Іншим потенційним механізмом покращення сну, на їх думку, може бути підвищення позаклітинних рівнів серотоніну (5-HT) після прийому гліцину, що вони виявили в іншому своєму експерименті. Як відомо, серотонін є прекурсором мелатоніну.

### Когнітивна дисфункція
Гліцин бере участь у збудливій нейротрансмісії, опосередкованій NMDA-рецепторами. Саме цим пояснюється його позитивний вплив на когнітивні функції, виявлений як в експерименті на тваринах, так і в рандомізованому контрольованому клінічному дослідженні. Автори іншого експериментального дослідження також виявили підвищення рівня серотоніну після прийому гліцину. Це пов'язане з тим, що серотонінергічна система відіграє важливу роль у реалізації когнітивних функцій.

### Шизофренія
Активно вивчається можливість застосування гліцину у якості допоміжної терапії шизофренії, оскільки вважається що в її патогенезі важливу роль відіграє дисфункція NMDA-рецепторів. Згідно з результатами цих досліджень, високі дози гліцину (від 15 до 60 г щодня) можуть підвищити ефективність ліків для терапії шизофренії. Гліцин помітно покращує результати лікування фенотіазином, який ефективний переважно щодо «позитивних» симптомів шизофренії, таких як галюцинації та марення, і менш корисний щодо «негативних», таких як апатія, депресія та соціальна замкнутість. Одне дослідження показало, що гліцин підвищив ефективність оланзапіну та рисперидону.

### Інсульт
Є клінічні дані на користь того, що гліцин у дозі 1,0-2,0 г/добу може бути корисними для обмеження пошкодження мозку при інсульті. В експериментальній роботі було показано, шо гліцин зменшує апоптоз клітин, запальну реакцію та порушення метаболізму глюкози при ішемічному інсульті через шлях miR-19a-3p/AMPK/GSK-3β/HO-1. В іншому дослідженні встановили, що гліцин може пригнічувати NF-κB p65 і фактор 1α, індукований гіпоксією (Hif-1α). Цей механізм пригнічує спричинену ішемією поляризацію мікроглії M1 і зменшує нейрозапалення.

### Метаболічний синдром та цукровий діабет
Встановлено, що гліцин є стимулятором секреції глюкагоноподібного пептиду-1, інсуліну та глюкагону. У людей із цукровим діабетом 2 типу та метаболічним синдромом знижена експресія гліцинового рецептора (GlyR) та менший рівень гліцину в плазмі крові. Клінічні дослідження показали, що більш високі концентрації гліцину в крові допомагають знизити ризик розвитку ЦД 2 типу та покращити його контроль.

### Загоєння ран, цитопротекція
Гліцин як окремо, так і в поєднанні з іншими амінокислотами показав здатність прискорювати загоєння ран. Дослідження на тваринах свідчать про те, що гліцин може захистити печінку, нирки та серце від хімічного пошкодження. Гліцин ефективно захищає від гепатотоксичності, спричиненої алкоголем та окисленими оліями.

### Артеріальна гіпертензія
В експериментальних роботах добавка гліцину сприяла зниженню підвищеного артеріального тиску. У патогенезі цього захворювання задіяний окисний стрес, а гліцин має антиоксидантні властивості. За рахунок цього, а також участі у синтезі колагену та еластину, що є важливими білками судинної стінки, гліцин може покращувати перебіг артеріальної гіпертензії.

### Хронічне системне запалення
Завдяки протизапальному ефекту гліцин може бути корисним при низці хронічних захворювань, що супроводжуються системним запальним синдромом. Наприклад, встановлено чіткий зв'язок між зниженням рівня гліцину в плазмі крові та підвищеним ризиком інфаркту міокарда.